# Dog-G

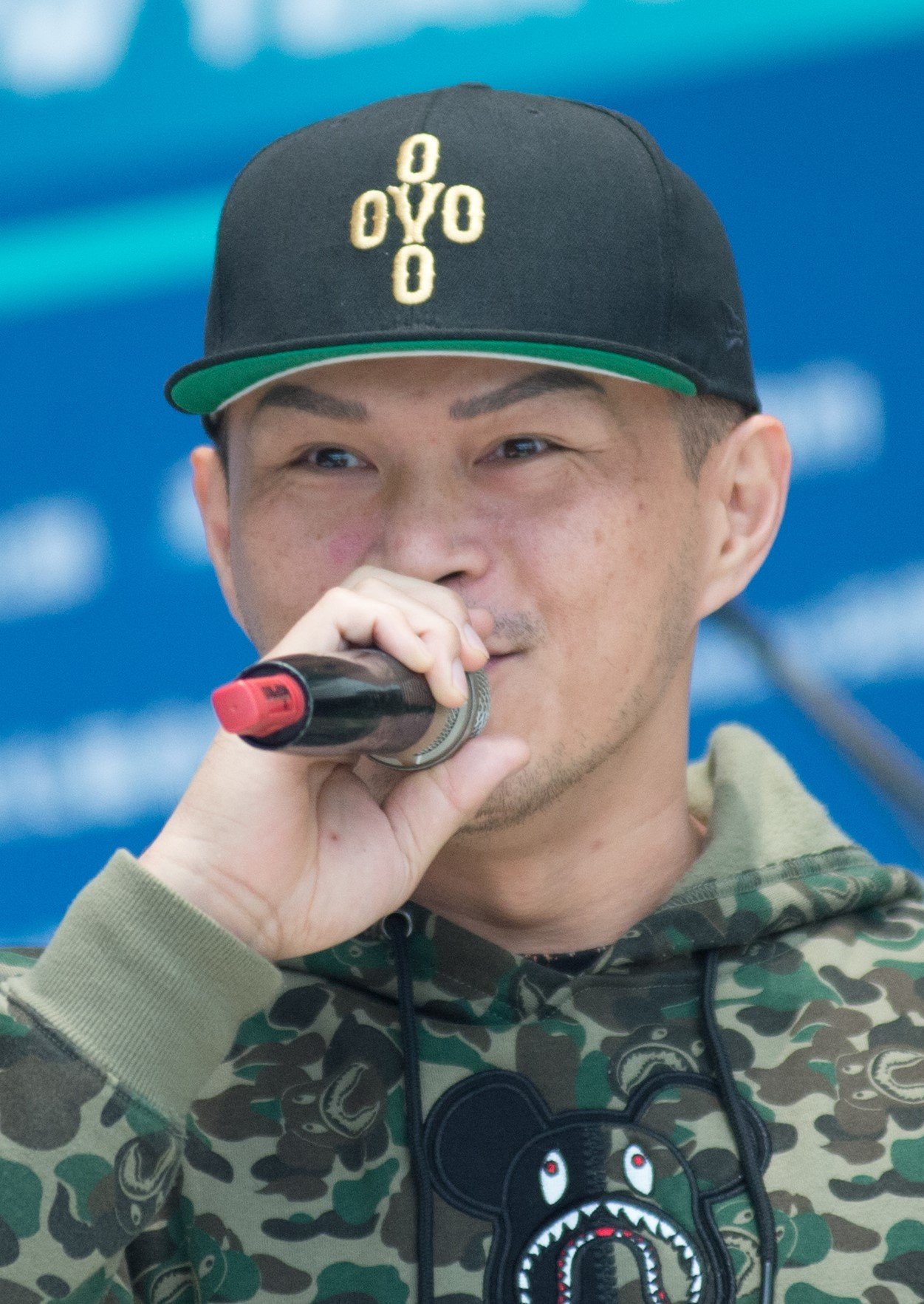
Dog-G

Dog-G, a.k.a. Dwagie, (chinesisch 大支, Pe̍h-ōe-jī Toā-ki, eigentlich: 曾冠榕,  Zēng Guànróng,  Tseng Kuan-jung, Pe̍h-ōe-jī Chan Koàn-iông; * um 1980) ist ein taiwanischer Rapper. Er war der erste Hip-Hop-Musiker, der ein Album in seiner Muttersprache Chinesisch veröffentlichte.
Sein erstes Solo-Album war Lotus from the Tongue (舌粲蓮花, 2002), das erste Rap-Album der chinesischsprachigen Welt. Er kooperierte u. a. mit MC HotDog. Dog G ist Buddhist und nachdem er den Dalai Lama besuchte und eine seiner Aussagen in einem Lied verarbeitete, erhielt er Einreiseverbot in die Volksrepublik China.
Er setzt sich für Tierrechte ein und spricht sich für soziale Gerechtigkeit in Asien aus. Die Neuauflage seines Debütalbums erschien erst 9 Jahre nach der Erstveröffentlichung.